# Wiesenmühle Unterkonnersreuth

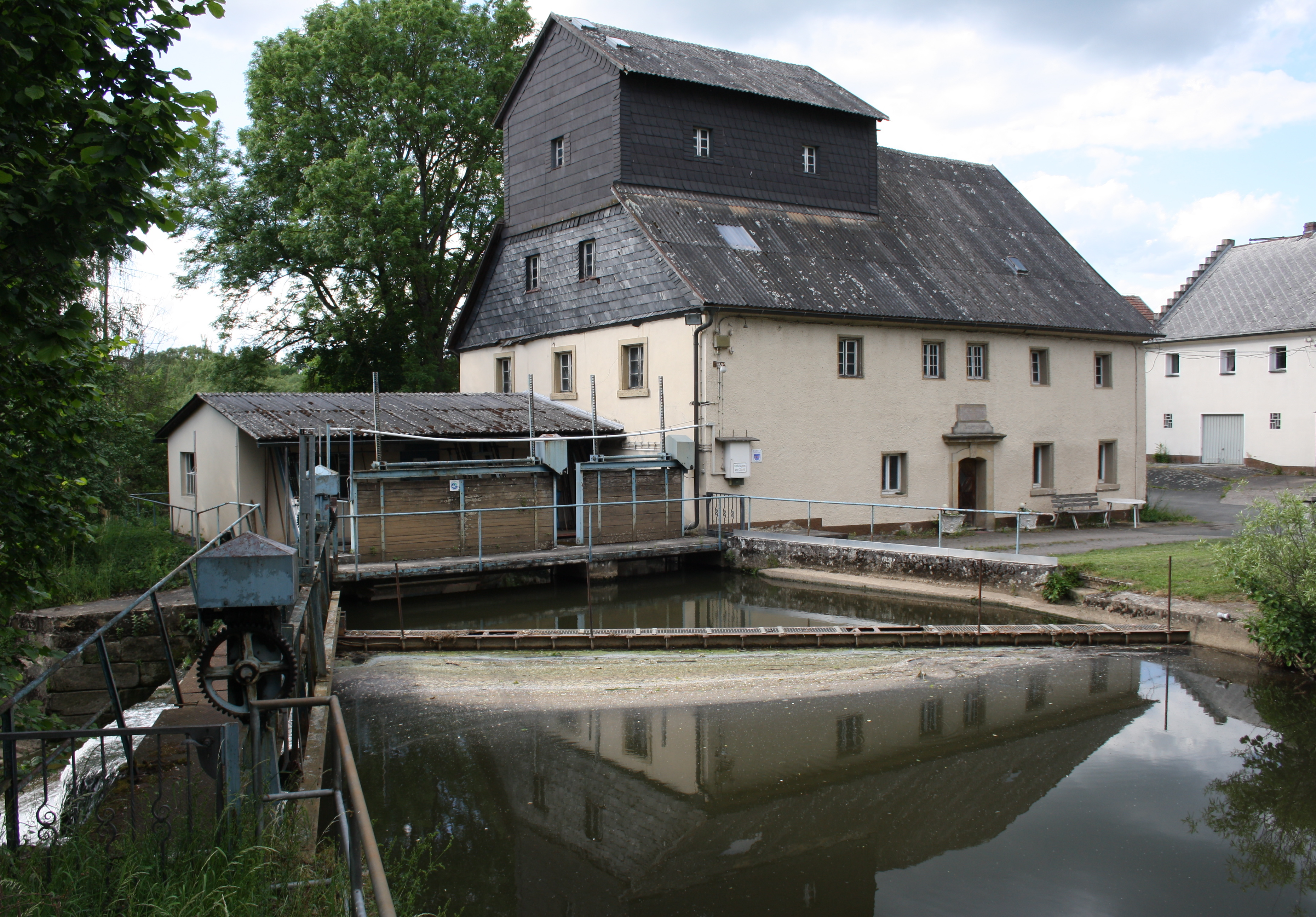
Wiesenmühle in Unterkonnersreuth

Die ehemalige Mahl- und Schneidmühle Wiesenmühle ist ein Baudenkmal im zur Gemeinde Heinersreuth gehörenden Ort Unterkonnersreuth.

## Geschichte und Beschreibung
Die Wassermühle mit der Anschrift Unterkonnersreuth Nr. 8 liegt am Roten Main, dessen Wasser sie mit einem unmittelbar am Ort befindlichen Wehr staut. Sie wurde bereits 1398 im Landbuch A erwähnt und wies um 1900 zwei hintereinanderliegende Wasserräder auf sowie ein drittes für das Schneidwerk auf.

Wiesenmühle und Mühlengraben, links die Schneidmühle (vor 1908)

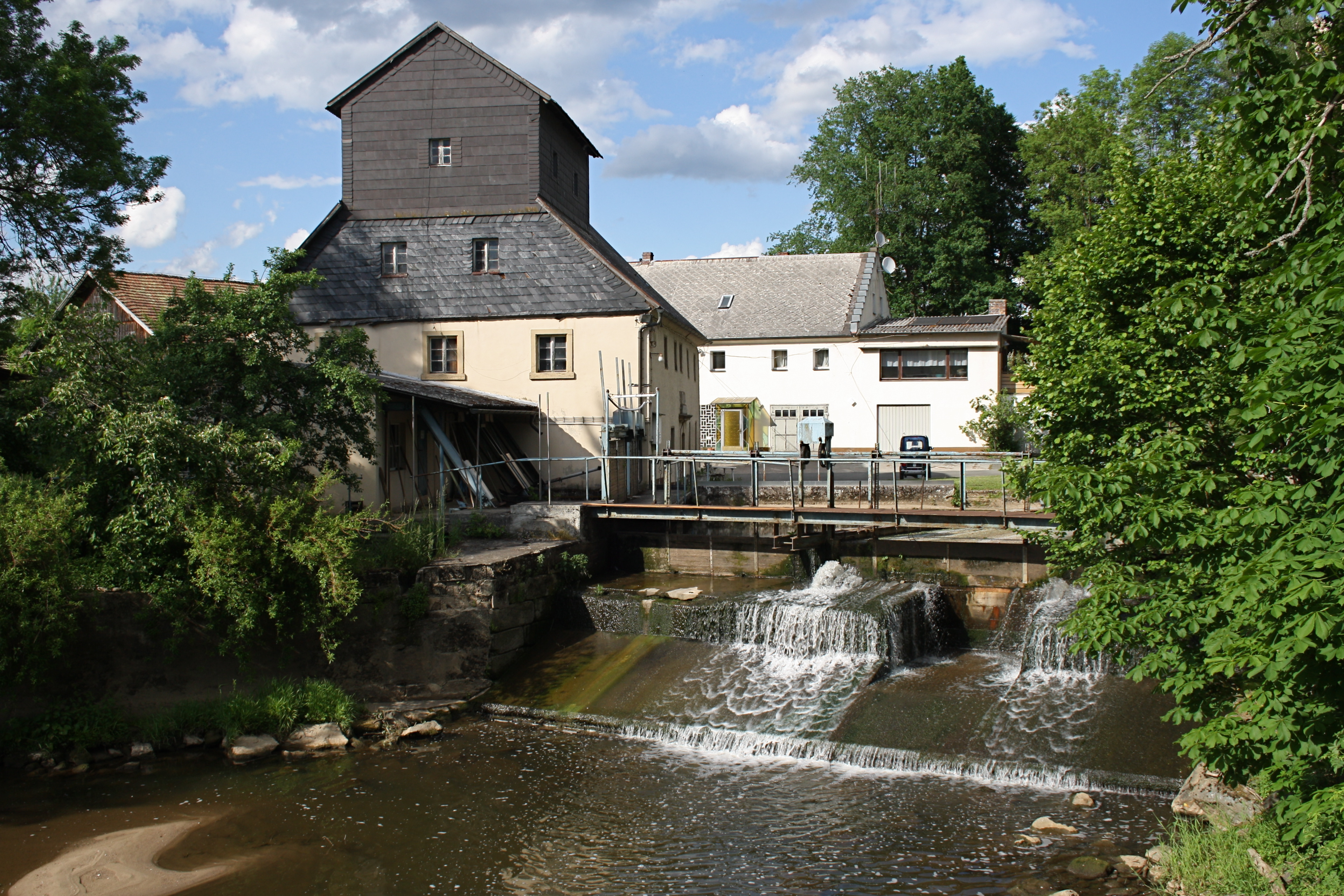
Wehr und Mühlengebäude

Die Müller hießen anfangs Mulner oder Müllner, die Besitzer oder Pächter wechselten oft. 1603 heiratete Anna Wiesenmüller in zweiter Ehe Caspar Hähn, einen Sohn des Altdrossenfelder Müllers Caspar Höhn. Bis 1904 bestimmten zehn Generationen mit dem Namen Hähn, Hahn, Han oder Höhn das Geschick der Mühle. Sie brannte zweimal ab und wurde in den Jahren 1670 und 1796 jeweils wieder aufgebaut; seit 1796 blieb das Hauptgebäude weitgehend unverändert. Alle hölzernen Mahlwerke und die gesamte Getreidemühlentechnik des 19. Jahrhunderts sind erhalten.
Die Müller betrieben zudem Landwirtschaft, hatten anfangs aber nur wenig Grundbesitz. Ein aufwendiger Grabstein aus dem 18. Jahrhundert in Bindlach, zu dessen Pfarrsprengel die Mühle damals gehörte, deutet indes auf eine vermögende Müllerfamilie hin. 1910 gehörten zur Mühle etwa 35 Tagwerk Land. Jahrhundertelang wurde hauptsächlich Getreide gemahlen, mittels eines Schneidwerks wurde aber auch Holz geschnitten. 
Zur örtlichen Stromversorgung wurde um 1907/08 eine Turbine installiert, die in den 1920er Jahren von der BELG und später der EVO übernommen wurde. 1959 wurde die Turbinenanlage erneuert, zwei neue Turbinen wurden installiert. Das alte Sandsteinwehr wurde in diesem Zusammenhang durch ein neues Eisenbetonwehr verstärkt.
1963 endete der Mahlbetrieb, nachdem der Staat die Wasserrechte erworben hatte. Ein 1960 neu gebautes, freistehendes Sägewerk wurde 1975 stillgelegt. Seit 1979 wird der gesamte erzeugte Strom in das Netz des Netzbetreibers eingespeist. Die jährliche Stromerzeugung von 240.000 kWh (Stand 2022) entspricht etwa dem Strombedarf von Unterkonnersreuth. 2009 wurde im Mühlengraben eine Fischtreppe angelegt.